# Debashish Bhattacharya

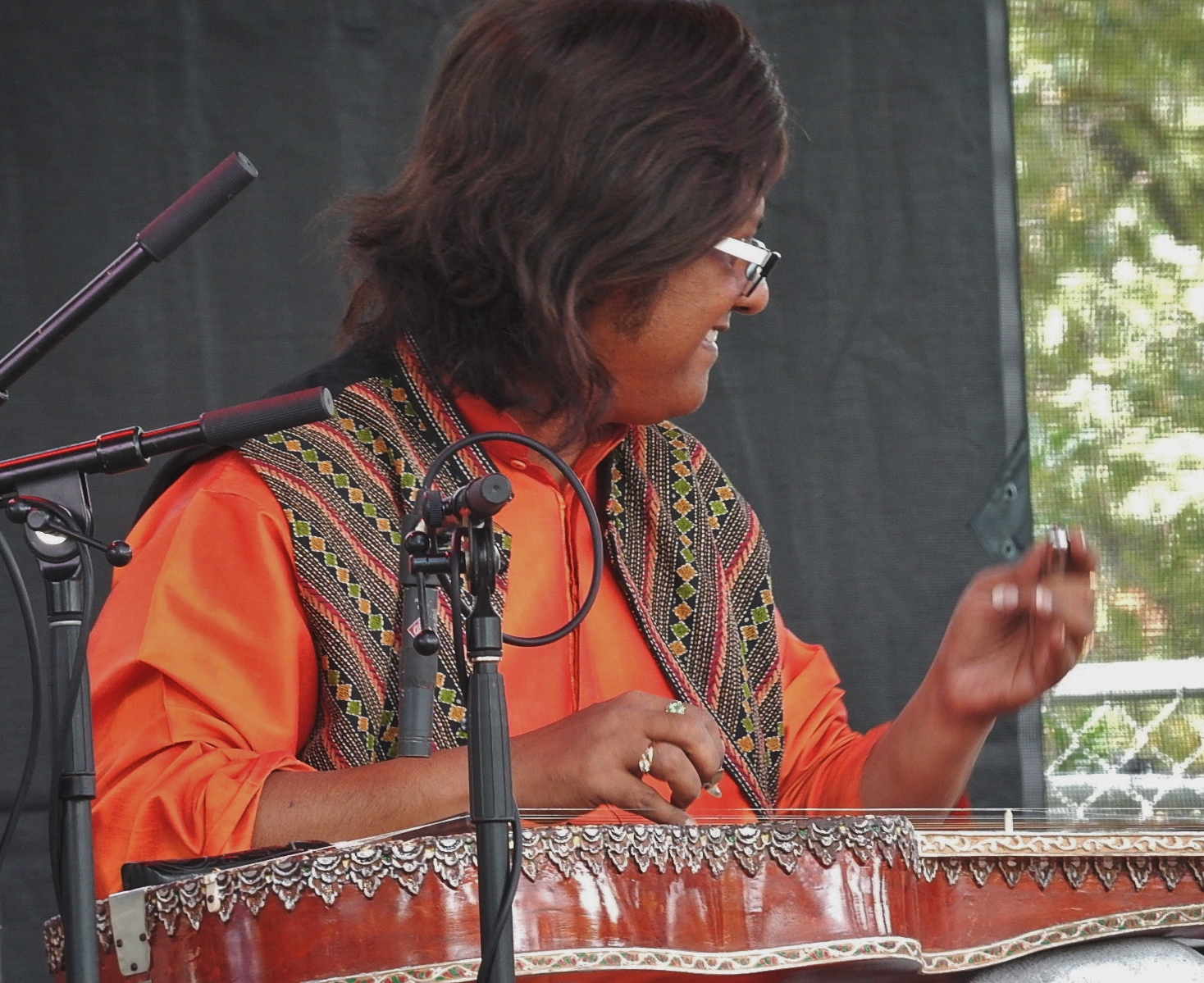
Debashish Bhattacharya

Debashish Bhattacharya (bengalisch দেবাশীষ ভট্টাচার্য Debāśīṣ Bhaṭṭācārya; * 12. Januar 1963 in Kalkutta) ist ein indischer Slidegitarrist und Sänger.

## Leben
Bhattecharya spielte schon als Dreijähriger Slidegitarre und hatte im Alter von vier Jahren seinen ersten Auftritt bei All India Radio. Bereits als Kind erlernte er zahlreiche klassische indische Instrumentalstile. Er studierte zehn Jahre bei Brij Bhushan Kabra und nahm Gesangsunterricht bei Ajoy Chakrabarty; außerdem war Ali Akbar Khan sein Lehrer.
Als erster Slide-Gitarrist Indiens erhielt er 1984 den President of India Award und wurde 2003 mit dem Titel Pandit geehrt. Seit den 1990er Jahren arbeitete er mit dem Gitarristen Bob Brozman zusammen. Er unternahm mit ihm zwei World-of-Slide-Tourneen durch die USA und Kanada und trat mit ihm und der The International Troupe in Südafrika und Kanada auf. Weitere musikalische Partner waren unter anderem John McLaughlin, Jerry Douglas, Ballaké Sissoko, Driss el Maloumi, Martin Simpson, John Butler, Henry Kaizer, U. Shrinivas, Zakir Hussain, Ravi Shankar, Swapan Chowdhury, L. Subramaniam, Ganesh Rajagopalan, sein Bruder, der Tablaspieler Subhasis Bhattacharya, Chitrangana Agle Reshwal (Pakhawaj) und Charu Hariharan (Mridangam). 2007 erhielt er den BBC World Music Award.
Bhattacharyas Tochter Anandi Bhattacharya ist Sängerin.

## Diskographie
- Ahir Bhairav & Bhairavi (1992)
- Calcutta to California (1996)
- Raga Bhimpalasi (1997)
- Sunrise (1998)
- Hindustani Slide Guitar (2000)
- Mahima (2003)
- Till Death Do Us Part (2004)
- Season of Life (2004)
- The Melting Pot Overfloweth (2004)
- Love’s Dawn (2004)
- Calcutta Slide-Guitar, Vol. 3 (2005)
- Raga Pahadi Jhinjhoti (2007)
- Calcutta Chronicles: Indian Slide Guitar (2008)
- O Shakuntala! (2009)
- Beyond the Ragasphere (mit John McLaughlin und Jerry Douglas, Bickram Ghosh, Tanmoy Bose und Anandi Bhattacharya, 2013)
- Madeira: If Music Could Intoxicate (2013)
- Slide-Guitar Ragas From Dusk Till Dawn (2015)
- Hawaii to Calcutta: A Tribute to Tau Moe (2017)
- JOY!Guru (2018)
- The Sound of the Soul